# 34543 Девідбріґґс
34543 Девідбріґґс (34543 Davidbriggs) — астероїд головного поясу, відкритий 28 вересня 2000 року.
Тіссеранів параметр щодо Юпітера — 3,272.